# George Eaton
George Eaton (n. 12 noiembrie 1945 Toronto) este un fost pilot de curse auto canadian care a evoluat în Campionatul Mondial de Formula 1 între anii 1969 și 1971.
1. ↑  George Eaton, Discogs, accesat în 9 octombrie 2017
2. ↑  George Eaton (în engleză), SNAC